# Nordlig trägnagare
Nordlig trägnagare (Ernobius explanatus) är en skalbaggsart som först beskrevs av Mannerheim 1843.  Nordlig trägnagare ingår i släktet Ernobius, och familjen trägnagare. Arten är reproducerande i Sverige.